# 密勒氏寬箬鰨
密勒氏寬箬鰨為輻鰭魚綱鰈形目鰨亞目鰨科的其中一種，為熱帶海水魚，分布於印度西太平洋區，從斯里蘭卡至美屬薩摩亞、東加，北起菲律賓，南至澳洲北部海域，體長可達18公分，棲息在沙底質底層水域，生活習性不明。